# Gubernatorstwo Dżunduba
Gubernatorstwo Dżunduba (arab. ولاية جندوبة, fr. Gouvernorat de Jendouba) – jest jednym z 24 gubernatorstw w Tunezji, znajdujące się w północno-zachodniej części kraju.